# Klasyfikacja szlaków turystycznych CAI we Włoszech
Klasyfikacja szlaków turystycznych CAI we Włoszech – rozróżnienie kategorii włoskich szlaków turystycznych wprowadzone przez Club Alpino Italiano (CAI), służące do określenia wymagań poszczególnych tras i stworzenia rozgraniczenia pomiędzy trudnościami szlaków wędrówkowych (pieszych), a szlakami i trasami wspinaczkowymi, które kategoryzowane są według osobnych norm międzynarodowych.

## Kategoryzacja
Szlaki turystyczne we Włoszech dzieli się według klasyfikacji CAI na cztery następujące kategorie:
- T (Turistico) [2]: szlak poprowadzony szerszymi, bądź węższymi drogami, ścieżkami, traktami dla mułów. Trasy te z reguły nie są długie, nie stwarzają problemów z orientacją i nie wymagają specjalnego treningu.
- E (Escursionisti) [2]: szlaki poprowadzone ścieżkami lub po łatwych formacjach terenowych, takich jak pastwiska, żwir, kamienie. Zazwyczaj są one oznaczone znakiem malarskim lub kopcami kamiennymi w kształcie piramid, które pozwalają zidentyfikować ścieżkę nawet z dużej odległości. Mogą przebiegać przez lekko nachylone tereny pokryte śniegiem. Wymagają orientacji w terenie oraz sprzętu wędrówkowego (np. buty, plecak, mapa, itp.). Ich przebycie może zająć kilka godzin.
- EE (Escursionisti Esperti) [2]: są to trasy oznakowane, z pewnymi trudnościami. Mogą przebiegać śliskimi, trawiastymi zboczami, przez skały, kamienistym podłożem, poprzez zbocza pokryte śniegiem, a także pojedynczymi przejściami, na które należy się wspiąć z użyciem rąk. Chociaż są to trasy niewymagające specjalnego wyposażenia, mogą nań istnieć odcinki ze sztucznymi ułatwieniami, takimi jak niezbyt trudne łańcuchy, czy drabinki. Ich przejście wymaga dobrej znajomości środowiska alpejskiego, pewności stawiania kroków i braku lęku wysokości. Przygotowanie fizyczne musi być wystarczające na około cały dzień marszu.
- EEA (Escursionisti Esperti con Attrezzatura) [2]: trasy wymagające wyposażenia we własne ubezpieczenie (m.in. są to via ferraty)[1][3][4].

## Galeria szlaków w poszczególnych kategoriach

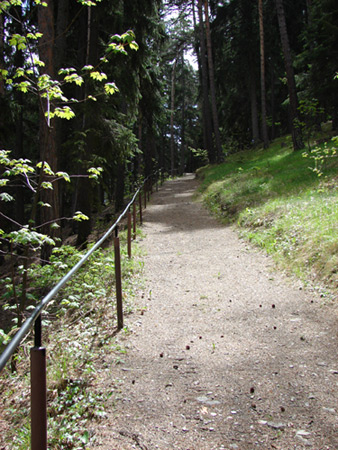
Szlak kategorii T
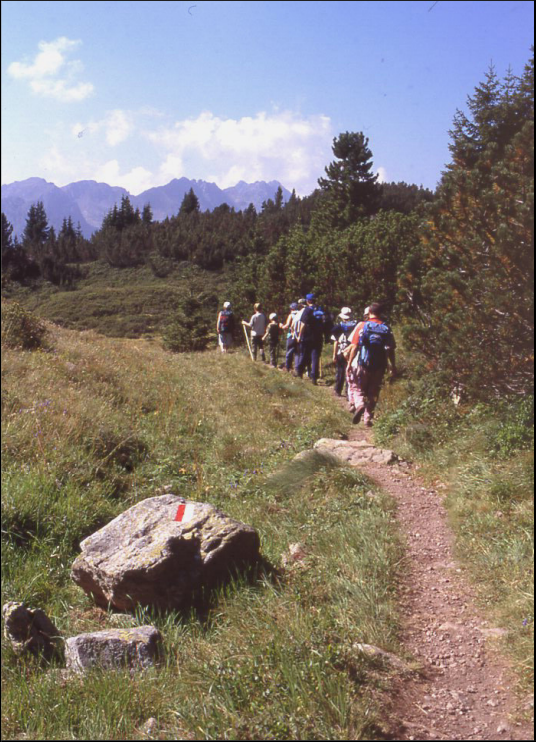
Szlak kategorii E
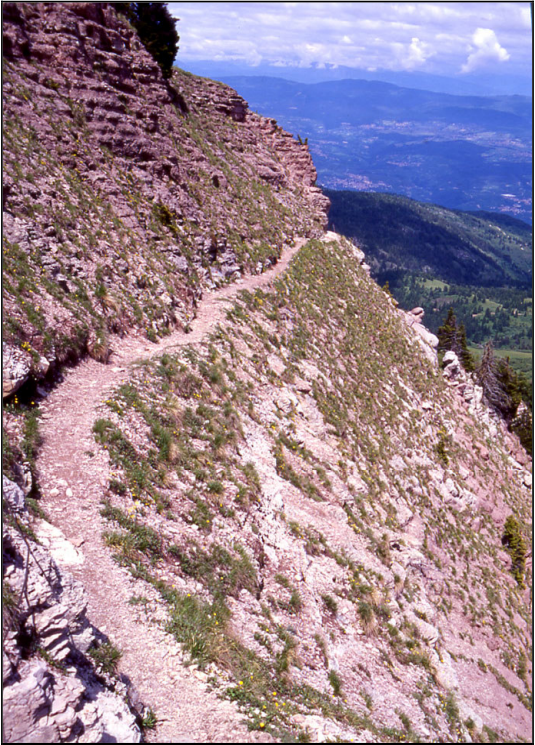
Szlak kategorii EE
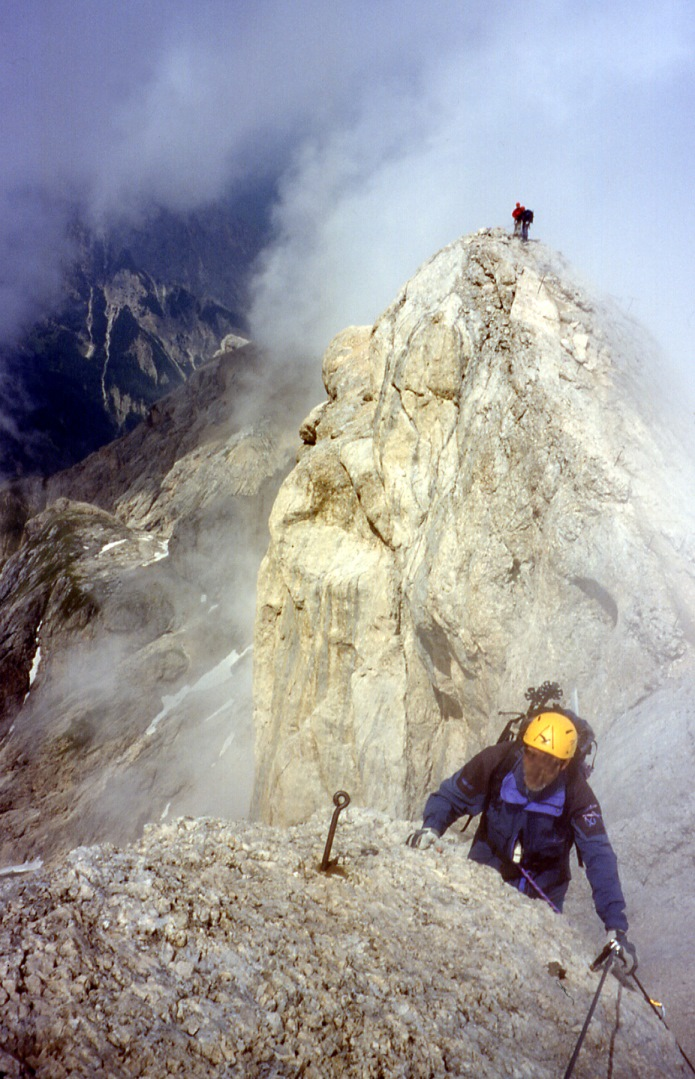
Szlak kategorii EEA